# Teatro San Carlo
El Real Teatro di San Carlo (en napolità: Rial Triato 'e San Carlo), més conegut com el Teatro San Carlo, és el teatre d'òpera de Nàpols, un dels més antics en funcionament ininterromput des de la seva fundació. Va ser dissenyat pels arquitectes Giovanni Antonio Medrano i Angelo Carasale per al rei Borbó Carles III de Nàpols. Carles va voler dotar a Nàpols d'un nou i gran teatre per a substituir l'antic i deteriorat Teatro San Bartolomeo, de l'any 1621.
Va ser inaugurat el 4 de novembre de 1737 —dia de l'onomàstica del rei— amb la representació de l'òpera Achille in Sciro, de Domenico Sarro, basada en l'obra teatral del famós poeta i dramaturg Metastasio. El mateix Sarro va dirigir l'orquestra en dos ballets a manera d'intermezzi, obra de Grossatesta. En el seu temps va ser el teatre d'òpera més gran del món, amb 3.300 localitats.
El nou teatre va ser molt admirat per la seua arquitectura, les decoracions daurades i la sumptuosa tapisseria de color blau (blau i daurat eren els colors oficials dels Borbons).

## La gran època de l'òpera napolitana
En l'època, l'òpera napolitana gaudia de gran èxit pertot Europa, no només en el camp de l'opera buffa, sinó també en el de l'opera seria. L'escola napolitana incloïa, entre d'altres, els següents compositors: Francesco Feo, Nicola Porpora, Tommaso Traetta, Niccolò Piccinni, Leonardo Vinci, Anfossi, Francesco Durante, Niccolò Jommelli, Domenico Cimarosa, Giovanni Paisiello i Niccolò Antonio Zingarelli. Nàpols esdevingué la capital de la música europea i fins i tot els compositors estrangers consideraven el Teatre San Carlo com la meta de la seua carrera: Johann Adolph Hasse (qui més tard s'instal·laria a Nàpols) Haydn, Johann Christian Bach i Gluck.
D'igual manera, els cantants més prominents van actuar al San Carlo, i la major part d'ells van consolidar la seua fama a Nàpols, des de Lucrezia Anguiari, anomenada "La Cochetta", passant pels cèlebres castrati Gaetano Caffarelli (Gaetano Majorano), Farinelli (Carlo Broschi) i Gizziello (Gioacchino Conti) —els tres procedents de conservatoris de la ciutat de Nàpols— fins Gian Battista Velluti, el darrer castrato.

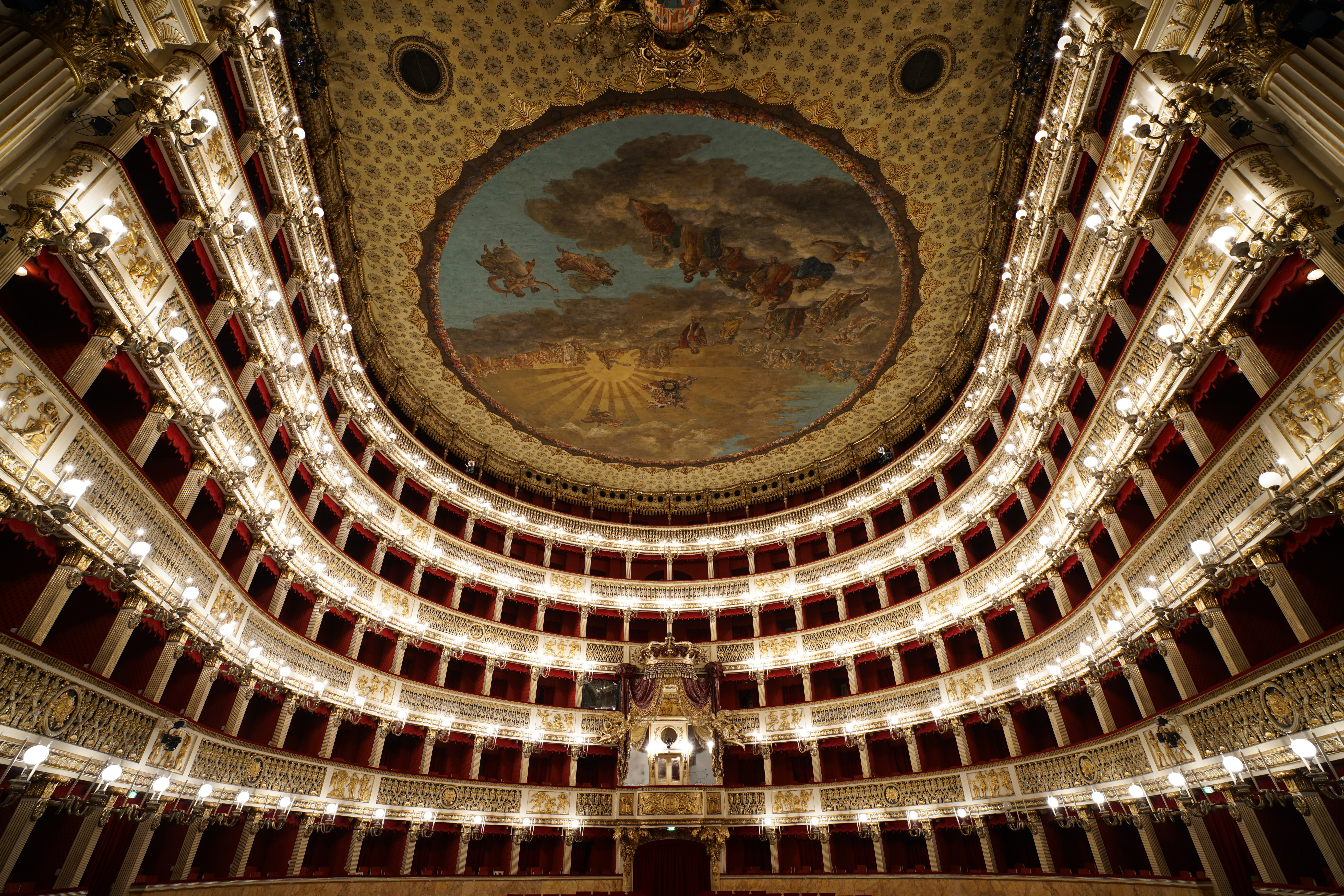
Teatro San Carlo en l'actualitat

### Reconstrucció
El 12 de febrer de 1816 el San Carlo va ser destruït per un incendi. No obstant això, va ser redissenyat per l'arquitecte Antonio Niccolini i reconstruït en 10 mesos, per ordre del rei Ferran IV, també Borbó. El 12 de gener de 1817, el teatre reconstruït va ser inaugurat amb l'òpera Il sogno di Partenope, de Johann Simon Mayr. Stendhal va assistir a la segona nit de la inauguració, i va escriure: «No hi ha res en tot Europa que puga comparar-se a aquest teatre, que puga donar-ne la més lleugera idea..., enlluerna els ulls, encisa l'ànima...»
El seu nou disseny, en la forma tradicional de ferradura, va ser dotat amb 1.444 localitats assegudes i amb un prosceni de 33,5 metres d'ample i 30 metres d'alçada. L'escenari compta amb una profunditat de 34,5 metres.
L'any 1845 es van fer reformes addicionals i, pel 1854, va canviar l'aparença interior del teatre amb una decoració en roig i daurat, que ha persistit fins ara. A banda de la creació del fossat per a l'orquestra, per suggeriment de Verdi l'any 1872, la instal·lació d'electricitat l'any 1890, la subseqüent eliminació de l'aranya central i la construcció d'un nou vestíbul i una nova ala per als camerinos dels artistes, el teatre no va sofrir canvis substancials fins als bombardejos de la Segona Guerra Mundial, l'any 1943. No obstant això, el teatre va ser ràpidament reparat per les forces aliades d'ocupació, i va reobrir en el termini de sis mesos, el 16 de desembre de 1943.

### Compositors residents
Des de 1815 a 1822, Gioachino Rossini hi va ser compositor oficial del teatre i director artístic de les Òperes Reials, que incloïen el San Carlo, escrivint deu òperes durant aquest període: Elisabetta, regina d'Inghilterra (1815), La Gazzetta, Otello, ossia il Moro di Venezia (1816), Armida (1817), Mosè in Egitto, Ricciardo e Zoraide (1818), Ermione, Bianca e Falliero, Eduardo e Cristina, La donna del lago (1819), Maometto secondo (1820) i Zelmira (1822).
Entre els cantants assidus d'aquest període cal esmentar Manuel García i la seua filla Maria Malibran, Giuditta Pasta, Isabella Colbran, Giovanni Battista Rubini, Domenico Donzelli i els dos grans rivals francesos: Adolphe Nourrit i Gilbert Duprez—l'inventor del Do de pit.
Després de la composició de Zelmira, Rossini va deixar Nàpols amb la Colbran, qui havia estat prèviament amant de l'empresari del teatre, Domenico Barbaja. La parella es va casar poc després.
Per a substituir a Rossini, Barbaja va signar contracte amb una altra creixent estrella de l'òpera italiana: Gaetano Donizetti. Com a director artístic de les Òperes Reials, Donizetti va romandre a Nàpols des de l'any 1822 fins al 1838, component setze òperes per al San Carlo, entre elles Maria Stuarda (1834), Roberto Devereux (1837), Poliuto (1838) i la cèlebre Lucia di Lammermoor (1835), escrita per a la soprano Tacchinardi-Persiani i per al tenor Duprez.
Vincenzo Bellini, sicilià de naixement, també va estrenar la seua primera òpera, Bianca e Fernando, al San Carlo.
Giuseppe Verdi també va mantenir relació amb el teatre. L'any 1841, la seua òpera Oberto, Conte di San Bonifacio hi va ser representada, i l'any 1845 va fer la seua primera estrena en el teatre amb Alzira. Després va estrenar-hi Luisa Miller l'any 1849. La seua tercera estrena havia de ser Gustavo III però va ser prohibida per la censura; posteriorment va ser estrenada a Roma amb el nou títol d'Un ballo in maschera.
Entre els directors d'orquestra que van actuar al San Carlo cal esmentar al famós i excèntric arpista i compositor francès Nicolas Bochsa Arxivat 2005-11-24 a Wayback Machine.(1789-1856), que es va fer acompanyar per la seua "amiga", la soprano Anna Bishop, amb la qual va recórrer el món. Va dirigir diverses òperes (1844-1845) al San Carlo amb Anna Bishop com a prima donna.
A finals del Segle XIX i principis del xx, Giacomo Puccini i altres compositors del verisme, com ara Pietro Mascagni, Leoncavallo, Giordano i Cilea, hi van representar les seues òperes.

## Estrenes absolutes al San Carlo
- 1737 Achille in Sciro, de Domenico Sarro
- 1813 Medea in Corinto de Giovanni Simone Mayr
- 1815 Elisabetta, regina d'Inghilterra de Gioachino Rossini
- 1816 La Gazzetta i Otello, ossia il Moro di Venezia de Gioachino Rossini
- 1817 Armida de Gioachino Rossini
- 1818 Mosè in Egitto i Ricciardo e Zoraide de Gioachino Rossini
- 1819 Ermione, Bianca e Falliero, Edoardo e Cristina i La donna del lago de Gioachino Rossini
- 1820 Maometto secondo de Gioachino Rossini
- 1822 Zelmira de Gioachino Rossini
- 1823 Alfredo il Grande de Gaetano Donizetti
- 1826 Bianca e Gernando de Vincenzo Bellini; Elvida de Gaetano Donizetti
- 1825 L'ultimo giorno di Pompei de Giovanni Pacini
- 1828 L'esule di Roma de Gaetano Donizetti
- 1829 Il paria i Elisabetta al castello di Kenilworth de Gaetano Donizetti
- 1834 Maria Stuarda de Gaetano Donizetti
- 1830 I pazzi per progetto, Il diluvio universale i Imelda de' Lambertazzi de Gaetano Donizetti
- 1831 Francesca di Foix de Gaetano Donizetti
- 1832 Fausta i Sancia di Castiglia de Gaetano Donizetti
- 1835 Lucia di Lammermoor de Gaetano Donizetti
- 1836 L'assedio di Calais de Gaetano Donizetti
- 1837 Roberto Devereux de Gaetano Donizetti
- 1838 Poliuto de Gaetano Donizetti
- 1839 Elena da Feltre de Saverio Mercadante
- 1840 La Vestale de Saverio Mercadante
- 1844 Caterina Cornaro de Gaetano Donizetti
- 1845 Alzira de Giuseppe Verdi
- 1848 Poliuto de Gaetano Donizetti
- 1849 Luisa Miller de Giuseppe Verdi
- 1851 Medea de Saverio Mercadante
- 1866 Virginia de Saverio Mercadante
- 1869 Gabriella di Vergy de Gaetano Donizetti